# Invasion du Tibet par l'armée impériale mandchoue
L'expédition chinoise de 1910 au Tibet, ou invasion chinoise du Tibet en 1910, est l'envoi par l'empire Qing d'une force armée à Lhassa pour y établir l'administration directe du Tibet central depuis Pékin. Le corps expéditionnaire arrive à Lhassa le 12 février 1910 et le 13e dalaï-lama est déposé le 25 février.
Une première expédition militaire chinoise au Tibet central avait eu lieu près de deux siècles auparavant, en 1720, pour y asseoir la tutelle de l'empire Qing mais sous la forme d'un protectorat plutôt que d'une administration directe.

## Contexte

### Rencontre de Khampa Dzong
En 1903, le vice-roi de l'Inde britannique, George Curzon, propose au gouvernement chinois, qui accepte, une rencontre au hameau de Khampa Dzong, dans le nord de l'État du Sikkim, où un accord de non-agression et de commerce doit être négocié. En juin, le lieutenant-colonel Francis Younghusband traverse le col de Nathu La avec cinq officiers et 500 soldats, pour les conduire jusqu'à Khampa Dzong. Le gouvernement chinois ordonne au 13e dalaï-lama de s'y rendre, mais celui-ci se défile et refuse de fournir au commissaire impérial Youtai à Lhassa, les moyens de le faire. Les responsables tibétains n'étant pas arrivés à Khampa Dzong, la petite troupe britannique est rappelée au bout de cinq mois. George Curzon en conclut que la Chine ne dispose d'aucune autorité sur le gouvernement tibétain et obtient de Londres l'autorisation de déclencher une opération militaire, commandée par Francis Younghusband.

### Le corps expéditionnaire britannique à Lhassa
La Chine ne porte pas la moindre assistance militaire aux Tibétains, qui doivent faire face seuls à l'armée britannique. Le 3 août 1904, celle-ci arrive devant Lhassa où elle est accueillie par l'amban Youtai. Le lendemain, précédée de l'escorte du commissaire impérial, elle défile en grande tenue dans la ville. En raison de sa fuite, le 13e dalaï-lama est déchu de ses titres et remplacé par Youtai, décision qui est placardée dans Lhassa.

### Convention entre la Grande-Bretagne et le Tibet
Ne se souciant guère de l'absence du dalaï-lama, en qui il ne voit qu'un jeune chef trop peu expérimenté pour être en mesure d'exercer de véritables responsabilités, Younghusband intime au régent, Lobsang Gyaltsen, et à d'autres responsables laïques et religieux de se réunir en tant que gouvernement ad hoc, pour signer, le 7 septembre 1904, ce qui sera appelé par la suite « convention entre la Grande-Bretagne et le Tibet de 1904 ». Cependant, lors de la signature au palais du Potala, Youtai refuse d'apposer sa signature en bas du document et continue à affirmer la suzeraineté de la Chine sur le Tibet.

### Convention entre la Grande-Bretagne et la Chine relative au Tibet
Comme le traité de Lhassa implique que le Tibet est un État souverain habilité à signer des traités de son propre chef, le suzerain mandchou considère que le traité n'a aucune valeur juridique et ne peut entrer en vigueur. Les Britanniques signent donc, en 1906, un deuxième accord, cette fois avec les Chinois, la Convention entre la Grande-Bretagne et la Chine relative au Tibet.

### Retour du13edalaï-lama à Lhassa
Le 13e dalaï-lama revient, le 25 décembre 1909, avec l'accord de Pékin, de l'exil qui l'a conduit en Mongolie extérieure, au mont Wutai dans la province du Shanxi, à Pékin et dans le Qinghai.

### Reprise en main à Lhassa
Se rendant compte de l'hésitation de Londres à s'engager davantage au Tibet, Pékin adopte alors une nouvelle politique pour le Tibet, nommant le gouverneur-général du Sichuan, Zhao Erfeng, commandant en chef des armées au Tibet. Selon Melvyn C. Goldstein, c'est pour s'assurer que le dalaï-lama obéisse au pouvoir impérial que Pékin autorise Zhao Erfeng à envoyer une force armée à Lhassa,. 
À partir de 1905, dans les zones frontières du Tibet ethnographique, Zhao Erfeng transforme les États tibétains autonomes en districts dirigés par des magistrats chinois. Il crée la province du Xikang dans le Tibet oriental tandis que l'Amdo devient la province du Qinghai sous la direction de son frère Zhao Erxun.
Dans les territoires sous la férule de Zhao Erfeng, l'administration est répartie entre Chinois et Tibétains. Obligation est faite aux monastères non seulement de ne pas s'agrandir mais aussi de réduire leurs effectifs. Le servage est aboli. Des écoles sont ouvertes. Un état civil est créé. La fiscalité est modifiée. Seule la monnaie des Qing (le tael) est admise, outre les lingots d'argent, comme moyen de paiement. L'hygiène du corps et le port du pantalon sont imposés. Les colons chinois sont incités à s'établir dans la région et les mariages sino-tibétains encouragés,. 
La sanglante répression par Zhao Erfeng du soulèvement du monastère de Batang dans le Sichuan, lui vaut le surnom de « boucher du Kham » ou de « Zhao le boucher ». Un des premiers numéros du Journal vernaculaire du Tibet, périodique bilingue tibétain-chinois, créé à Lhassa en avril 1909 par l'amban Lian Yu, alors que le 13e dalaï-lama est de retour à Lhassa, annonce en août 1909 l'arrivée de Zhao Erfeng en ces termes  : « N'ayez pas peur de l'amban Chao et de son armée. Ils ne feront aucun mal aux Tibétains, mais d'autres gens en feront. En y réfléchissant, vous vous souviendrez combien vous vous êtes sentis honteux quand les soldats étrangers sont arrivés à Lhassa et vous ont tyrannisés. Nous devons tous être forts pour cette raison, sinon notre religion sera détruite. ».

## Conflit

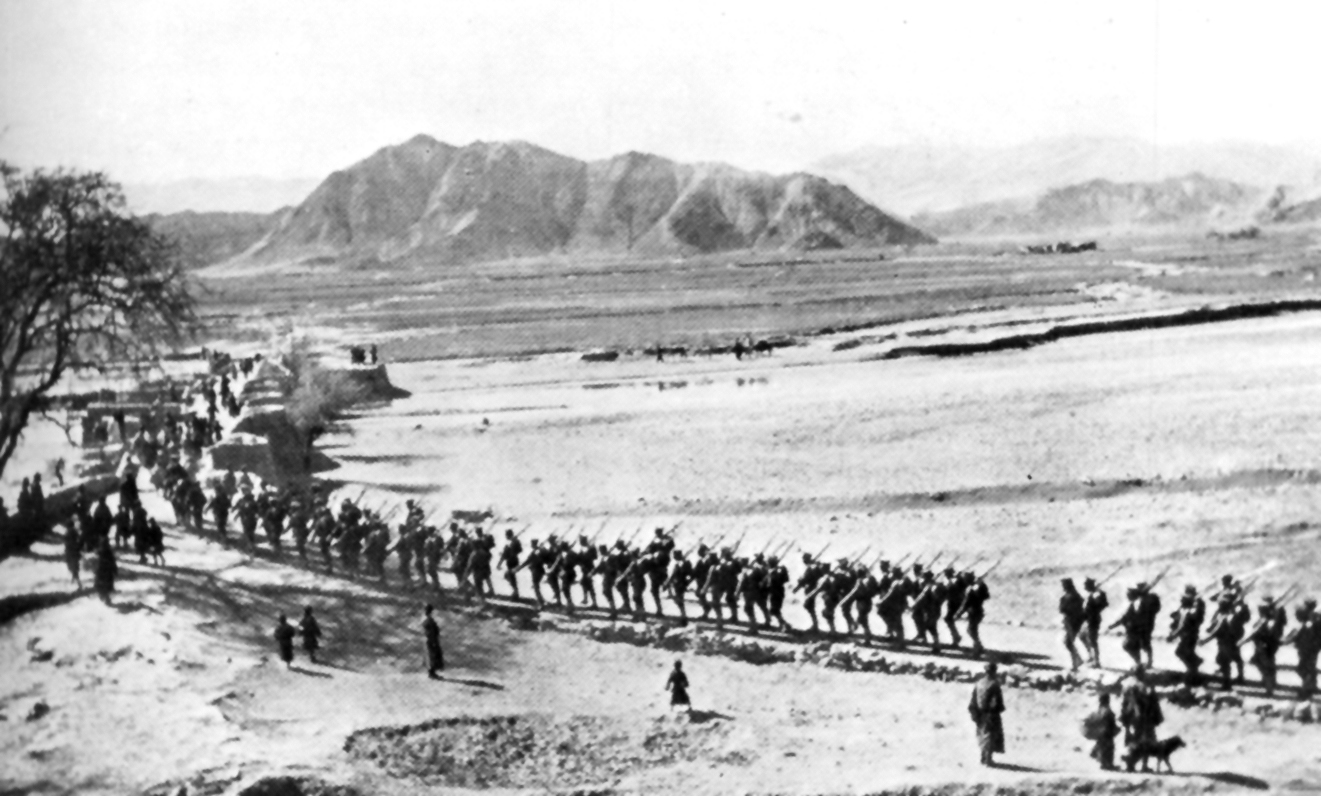
L'armée chinoise quittant Lhassa en 1912.

### Terminologie
Certains auteurs (Charles Bell, Hugh Richardson, Michael van Walt van Praag, Claude Arpi, Roland Barraux) affirment que la dynastie Qing envahit le Tibet et occupe Lhassa le 12 février 1910,,,,. La tibétologue Katia Buffetrille, pour sa part, parle de « prise de contrôle du Tibet », d'« envoi d'une armée ». Sous la plume de l'historien Hsaio-ting Lin, on peut lire que le « gouvernement Qing envoie une armée sous le commandement de Zhao Erfeng ». La tibétologue Fabienne Jagou, quant à elle, évoque « l'incursion des troupes de Zhao Erfeng jusqu'à Lhassa. ».

### Origines
Selon l'historien américain Max Oidtmann, spécialiste de la Chine des Qing,, le gouvernement impérial, à la fin de l'hiver 1910, est furieux contre le 13e dalaï-lama, rentré à Lhassa le 25 décembre 1909 : il a coupé les vivres à son représentant, l'amban, en violation des accords de ravitaillement. C'est que le gouvernement tibétain vient de constater la brusque dissolution, par les administrateurs Qing, des domaines qu'il possède dans le Kham, et le dalaï-lama craint de voir son autorité temporelle retirée. Cependant, selon Roland Barraux, l'amban justifia l'arrivée de l'armée mandchoue en affirmant qu'elle avait pour mission de sécuriser les routes et le commerce conformément aux traités signés en 1904 et 1906. 
À l'approche de la célébration de la Fête de la grande prière (Meunlam Tchenmo) à Lhassa, un soulèvement antichinois, orchestré par les monastères de Ganden, Séra et Drépoung, éclate, qui n'a d'autre effet que d'accélérer l'avancée de l'armée du général Zhong Yin, lequel prend la ville sans grands combats.

### Fuite du13edalaï-lama
En 1910, le dalaï-lama, accompagné de membres de son gouvernement et d'un détachement de cavalerie, s'enfuit, cette fois-ci, en Inde britannique, son ancien ennemi,. Resté en arrière avec une troupe de soldats tibétains, Tsarong Dzasa arrête, au bac de Chaksam, les troupes chinoises qui tentent d'empêcher la traversée du dalaï-lama. Les Chinois essuient une défaite humiliante. Son succès au combat et la protection du dirigeant valent à Tsarong Dzasa l'estime de nombreux Tibétains et l'appellation de « héros de Chaksam ».

### Arrivée de l'armée de Zhao Erfeng à Lhassa
L'armée de Zhao Erfeng atteint finalement Lhassa le 12 février 1910. Selon K. Dhondup, elle tire au hasard dans la ville, blessant et tuant de nombreuses personnes et policiers.
Le 25 février, en réaction à la fuite du dalaï-lama, les Chinois non seulement le déposent à nouveau mais le privent de son statut de réincarnation, mesure qui est affichée publiquement à Lhassa.
Un gouvernement tibétain prochinois est constitué, qui est reconnu par les Anglais soucieux d'éviter une confrontation avec l'empire mandchou. Les démarches faites par le dalaï-lama pour obtenir l'intervention des puissances étrangères (Grande-Bretagne, France, Russie et Japon) sont restées lettre morte. Selon l'Encyclopédie Larousse, le panchen lama prend alors le parti de Pékin.
Les fonctionnaires impériaux prennent en main l'administration, établissant un service postal et créant des timbres.

### Renversement de la dynastie Qing
Ce processus d'incorporation du Tibet à la Chine est arrêté net lorsque la dynastie Qing est renversée en 1911 et la république chinoise proclamée à Lhassa le 7 mars 1912. Dans une bonne partie de l'empire, les troupes se révoltent, les garnisons mandchoues sont massacrées. Zhao Erfeng est assassiné en 1911 par ses hommes dans le Sichuan .

### Fin de la relation prêtre-protecteur
Le 13e dalaï-lama rentre à Lhassa en janvier 1913 et publie une proclamation déclarant que les relations sino-tibétaines, fondées sur la relation de Chö-yon, sont annulées par l’invasion du Tibet en 1910 par l’armée manchoue.
Les troupes impériales se rendent à l'armée tibétaine et sont rapatriées dans le cadre d'un accord de paix de sino-tibétain. 
En 1914, le monastère de Tengyeling est démoli pour collusion avec les Chinois et le général Zhao Erfeng.